# 亞納希爾卡山 (瓦良卡區)
10°03′22″S 76°57′33″W / 10.05611°S 76.95917°W
亞納希爾卡山（Yanajirca），是秘魯的山峰，位於該國北部安卡什大區，由博洛涅西省的瓦良卡區負責管轄，屬於安地斯山脈的一部分，海拔高度4,600米。